# Siegfried Herrmann (atléta)
Siegfried Herrmann (Unterschönau, 1932. november 7. – Erfurt, 2017. február 14.) világcsúcstartó német hosszútávfutó.

## Pályafutása
Az 1956-os melbourne-i olimpián megsérült és nem sikerült a döntőbe jutnia az 1500 méteres síkfutásban. Az 1964-es tokiói olimpián 10 000 méteren a 11. helyen végzett. 1965 augusztusában 3000 méteren új világcsúcsot ért el. Ugyanezen a távon az 1966-os dortmundi fedett pályás Európa-bajnokságon ezüstérmet szerzett. 1976 és 2000 között atlétikai edzőként tevékenykedett.

## Sikerei, díjai
- Világcsúcs: 3000 m (1965, 7:46.0)
- Fedett pályás Európa-bajnokság
  - ezüstérmes: 1966, Dortmund – 3000 m